# Polygonia imperfecta
Polygonia imperfecta är en fjärilsart som beskrevs av Blachier 1908. Polygonia imperfecta ingår i släktet Polygonia och familjen praktfjärilar. Inga underarter finns listade i Catalogue of Life.